# Teresa d'Asburgo-Lorena
Arciduchessa Teresa d'Austria-Toscana (Amstetten, 9 gennaio 1931) è un membro del ramo toscano della Casa d'Asburgo-Lorena; arciduchessa d'Austria, principessa di Boemia, Ungheria, e Toscana per nascita. Attraverso il suo matrimonio con il principe Rasso di Baviera, Teresa è divenuta anche un membro della Casa dei Wittelsbach e principessa di Baviera.
Teresa era la seconda figlia dell'arciduca Teodoro Salvatore d'Austria e di sua moglie, la contessa Maria Theresia von Waldburg zu Zeil und Trauchburg.

## Biografia
Il 17 ottobre 1955 l'arciduchessa sposò il principe Rasso di Baviera, figlio di Francesco di Baviera.
Il matrimonio ha avuto luogo presso Schloß Wallsee vicino ad Amstetten, in Austria. La coppia ha avuto sette figli:
- principessa Maria Teresa di Baviera (n. 1956), sposò il conte Tamas Kornis de Goncz-Ruszka.
- principe Francesco Giuseppe di Baviera (1957-2022[1]), monaco benedettino nel Peramiko, Tanzania, ora chiamato Pater Florian.
- principessa Elisabetta di Baviera (n. 1959), sposò il conte Andreas von Kuefstein.
- principe Volfango di Baviera (n. 1960), sposò la contessa Beatrice di Lodron-Laterano e Castelromano.
- principessa Benedetta di Baviera (n. 1961), sposò il conte Rudolf von Freyberg-Eisenberg.
- principe Cristoforo di Baviera (n. 1962); sposò la baronessa Gudila von Plettenberg.
- principessa Gisella di Baviera (n. 1964), sposò il principe Alessandro di Sassonia-Gessaphe.

L'arciduchessa Teresa è rimasta vedova del marito Principe Rasso il 12 settembre 2011.

## Ascendenza
|                                                   |                                             |                                                | Genitori                                      |  |  | Nonni |  |  | Bisnonni                         |  |  | Trisnonni              |  |
|                                                   |                                             |                                                |                                               |  |  |       |  |  | Carlo Salvatore d'Asburgo-Lorena |  |  | Leopoldo II di Toscana |  |
|                                                   |                                             |                                                |                                               |  |  |       |  |  | Carlo Salvatore d'Asburgo-Lorena |  |  | Leopoldo II di Toscana |  |
|                                                   |                                             | Maria Antonia di Borbone-Due Sicilie           |                                               |  |  |       |  |  | Carlo Salvatore d'Asburgo-Lorena |  |  |                        |  |
| Franz Salvator von Österreich-Toskana             |                                             |                                                |                                               |  |  |       |  |  | Carlo Salvatore d'Asburgo-Lorena |  |  |                        |  |
|                                                   |                                             | Maria Immacolata di Borbone-Due Sicilie        | Ferdinando II delle Due Sicilie               |  |  |       |  |  |                                  |  |  |                        |  |
|                                                   |                                             | Maria Immacolata di Borbone-Due Sicilie        | Ferdinando II delle Due Sicilie               |  |  |       |  |  |                                  |  |  |                        |  |
|                                                   |                                             | Maria Immacolata di Borbone-Due Sicilie        | Maria Theresia von Österreich-Teschen         |  |  |       |  |  |                                  |  |  |                        |  |
| Theodor Salvador von Österreich-Toskana           |                                             | Maria Immacolata di Borbone-Due Sicilie        |                                               |  |  |       |  |  |                                  |  |  |                        |  |
|                                                   |                                             | Franz Joseph I von Österreich                  | Franz Karl von Habsburg-Lothringen            |  |  |       |  |  |                                  |  |  |                        |  |
|                                                   |                                             | Franz Joseph I von Österreich                  | Franz Karl von Habsburg-Lothringen            |  |  |       |  |  |                                  |  |  |                        |  |
|                                                   |                                             | Franz Joseph I von Österreich                  | Sophie Friederike von Bayern                  |  |  |       |  |  |                                  |  |  |                        |  |
| Marie Valerie von Habsburg-Lothringen             |                                             | Franz Joseph I von Österreich                  |                                               |  |  |       |  |  |                                  |  |  |                        |  |
|                                                   |                                             | Elisabeth von Bayern                           | Maximilian Joseph von Bayern                  |  |  |       |  |  |                                  |  |  |                        |  |
|                                                   |                                             | Elisabeth von Bayern                           | Maximilian Joseph von Bayern                  |  |  |       |  |  |                                  |  |  |                        |  |
|                                                   |                                             | Elisabeth von Bayern                           | Ludovika Wilhelmine von Bayern                |  |  |       |  |  |                                  |  |  |                        |  |
| Theresia von Österreich-Toskana                   |                                             | Elisabeth von Bayern                           |                                               |  |  |       |  |  |                                  |  |  |                        |  |
|                                                   | Wilhelm von Waldburg zu Zeil und Trauchburg | Constantin von Waldburg zu Zeil und Trauchburg |                                               |  |  |       |  |  |                                  |  |  |                        |  |
|                                                   | Wilhelm von Waldburg zu Zeil und Trauchburg | Constantin von Waldburg zu Zeil und Trauchburg |                                               |  |  |       |  |  |                                  |  |  |                        |  |
|                                                   | Wilhelm von Waldburg zu Zeil und Trauchburg | Maximiliane Gräfin von Quadt-Isny              |                                               |  |  |       |  |  |                                  |  |  |                        |  |
| Georg von Waldburg zu Zeil und Trauchburg         | Wilhelm von Waldburg zu Zeil und Trauchburg |                                                |                                               |  |  |       |  |  |                                  |  |  |                        |  |
|                                                   |                                             | Maria Josepha von Waldburg-Wolfegg-Waldsee     | Friedrich von Waldburg-Wolfegg-Waldsee        |  |  |       |  |  |                                  |  |  |                        |  |
|                                                   |                                             | Maria Josepha von Waldburg-Wolfegg-Waldsee     | Friedrich von Waldburg-Wolfegg-Waldsee        |  |  |       |  |  |                                  |  |  |                        |  |
|                                                   |                                             | Maria Josepha von Waldburg-Wolfegg-Waldsee     | Elisabeth von Königsegg-Aulendorf             |  |  |       |  |  |                                  |  |  |                        |  |
| Maria Theresa von Waldburg zu Zeil und Trauchburg |                                             | Maria Josepha von Waldburg-Wolfegg-Waldsee     |                                               |  |  |       |  |  |                                  |  |  |                        |  |
|                                                   |                                             | Erich Adolf zu Salm-Reifferscheidt-Raitz       | Hugo Karl Eduard zu Salm-Reifferscheidt-Raitz |  |  |       |  |  |                                  |  |  |                        |  |
|                                                   |                                             | Erich Adolf zu Salm-Reifferscheidt-Raitz       | Hugo Karl Eduard zu Salm-Reifferscheidt-Raitz |  |  |       |  |  |                                  |  |  |                        |  |
|                                                   |                                             | Erich Adolf zu Salm-Reifferscheidt-Raitz       | Leopoldine zu Salm-Reifferscheidt-Krautheim   |  |  |       |  |  |                                  |  |  |                        |  |
| Marie Therese zu Salm-Reifferscheidt-Raitz        |                                             | Erich Adolf zu Salm-Reifferscheidt-Raitz       |                                               |  |  |       |  |  |                                  |  |  |                        |  |
|                                                   |                                             | Maria del Pilar Alvarez de Toledo              | Ignacio Alvarez de Toledo y Palafo            |  |  |       |  |  |                                  |  |  |                        |  |
|                                                   |                                             | Maria del Pilar Alvarez de Toledo              | Ignacio Alvarez de Toledo y Palafo            |  |  |       |  |  |                                  |  |  |                        |  |
|                                                   |                                             | Maria del Pilar Alvarez de Toledo              | Teresa Alvarez de Toledo y Silva              |  |  |       |  |  |                                  |  |  |                        |  |
|                                                   |                                             | Maria del Pilar Alvarez de Toledo              |                                               |  |  |       |  |  |                                  |  |  |                        |  |

## Titoli
- 9 gennaio 1931 - 17 ottobre 1955: Sua Altezza Imperiale e Reale Arciduchessa Teresa d'Austria, principessa d'Ungheria, Boemia, e Toscana
- 17 ottobre 1955 - ad oggi: Sua Altezza Imperiale e Reale la principessa Teresa di Baviera